# 카카오헬스케어
카카오헬스케어(Kakao Healthcare)는 카카오의 계열사로 헬스케어 서비스를 하는 기업이다. 현재 대표는 황희이다.